# 南海姑娘
《南海姑娘》，華語經典歌曲。陈艺华词曲，原主唱者為马来西亚男歌手艺云，1970年2月由东南亚飞利浦唱片公司發行，而較廣為人知的版本則是1972年由鄧麗君演唱的版本。〈南海姑娘〉不但是鄧麗君重要代表作之一，在華人世界中亦是家喻戶曉的國民歌曲。

## 歌曲簡介
〈南海姑娘〉詞曲部分由来自槟城的作者陈艺华创作，这首歌曲是以马来西亚槟城的风光与当地人的生活作为基础及背景写成的。

## 收錄專輯
〈南海姑娘〉最早收錄於马来西亚男歌手艺云的单曲《南海姑娘》中，1970年由飞利浦唱片發行。随后台湾歌手尤雅翻唱。〈南海姑娘〉也是電影《愛魂》的片中插曲，由鄧麗君主唱，收錄於《電影愛魂原聲帶插曲：你可知道我愛誰》以及鄧麗君專輯《風從哪裡來》當中，1972年由台灣麗風唱片發行。
除此之外，王菲、梁静茹、阿牛的翻唱版本也非常知名。

## 鄧麗君代表作
〈南海姑娘〉和〈月亮代表我的心〉一樣，原唱者的版本未獲得廣大的迴響，待鄧麗君翻唱後歌曲才走紅，日後遂成了鄧麗君的代表作。在鄧麗君之後，〈南海姑娘〉亦被許多後輩歌手們不斷的重新翻唱，其中最具代表性的當屬王菲在1995年收錄於《菲靡靡之音》中的版本。